# Ulrich Brocksien
Ulrich Brocksien (* 6. Juni 1898; † 14. Oktober 1942 bei Kap de la Hague) war ein deutscher Kapitän zur See der Kriegsmarine.

## Leben
Ulrich Brocksien trat im Juli 1915 in die Kaiserliche Marine ein. Bis Oktober 1915 war er zur Ausbildung an der Marineschule und auf der Freya, kam dann als Seekadett bis Jahresende auf die Mecklenburg und bis Februar 1916 kurz auf die Lothringen. Von Februar 1916 bis Juli 1917 war er als Fähnrich zur See auf der Hannover. Er erhielt seine Kommandierung auf die Westfalen und wurde hier am 17. September 1917 Leutnant zur See. Bis Kriegsende besuchte er zur Ausbildung die U-Bootschule.
Im Anschluss daran übernahm er Ende März 1919 das Minensuchboot M 138, in der Reichsmarine in Zieten umbenannt. Dies blieb er bis zur zwischenzeitlichen Außerdienststellung Ende September 1922 und war ab 1. Januar 1921 Oberleutnant zur See. Mit der Indienststellung des Torpedobootes Iltis am 1. Oktober 1928 übernahm er dessen Kommando, nun als Kapitänleutnant (Beförderung am 1. April 1928). Das Torpedoboot wurde unter seinem Kommando für die Ausbildung eingesetzt. Im September 1929 gab er das Kommando ab. Bis November 1938 war er als Korvettenkapitän (Beförderung am 1. Dezember 1934) Chef der 6. Zerstörerdivision, welche aus drei Zerstörern bestand. Diese wurde anschließend in die 4. Zerstörerflottille überführt, welche Brocksien im April 1939 an Fregattenkapitän Erich Bey übergab.
Ab April 1939 war er Erster Admiralstabsoffizier beim Befehlshaber der Panzerschiffe und blieb dies bis November 1939. Im Oktober 1939 wurde der Befehlshaber der Panzerschiffe, Vizeadmiral Wilhelm Marschall, Flottenchef (Flottenkommando) und Brocksien folgte als Erster Admiralstabschef zum Flottenkommando. Am 1. Januar 1940 wurde er Kapitän zur See. Von Oktober 1940 bis Jahresende kommandierte er den Reststab des Unternehmens Seelöwe und war von Dezember 1940 bis Februar 1942 Chef des Stabes beim Befehlshaber der Sicherung der Nordsee.
Im Februar 1942, das Schiff wurde ab dann für die zweite Fahrt bereit gemacht, übernahm er den Handelsstörkreuzer 7 (HSK 7) Komet. In der Nacht vom 7. auf den 8. Oktober 1942 verließ das Schiff Hamburg in Richtung Boulogne. Bei Dünkirchen wurden die vier die HSK 7 begleitenden Räumboote durch Minen versenkt, sodass HSK 7 Dünkirchen anlaufen musste. Es folgte am 12. Oktober 1942 die Weiterfahrt nach Boulogne und von hier unter Sicherung weiter nach Le Havre. Die Sicherung hatte Interesse bei der britischen Aufklärung ausgelöst und Gegenmaßnahme verursacht. Am 14. Oktober 1942 wurden die HSK 7 und die Sicherungseinheiten bei Kap de la Hague angegriffen. Die HSK 7 wurde von dem britischen Motortorpedoboot MTB 236 durch Torpedotreffer versenkt. Kein Mitglied der 251-Mann starken Besatzung überlebte den Untergang.